# Взаємовідносини між організмами

Процес запилення ілюструє мутуалізм між квітковими рослинами та їхніми запилювачами.

Біологічні відносини є результатом взаємодії організмів один з одним. У природі немає організмів, які ізольовані від оточуючого середовища. Взаємодія організмів з довкіллям є основою для їхнього виживання та функціонування природних екосистем у цілому.
В екології біологічні відносини являють собою взаємодії між двома видами в екосистемах. Ці взаємовідносини можуть бути класифіковані у різні групи взаємодій, залежно від ефекту або механізму взаємодії. Взаємодії між двома видами не обов'язково передбачають прямий контакт. Внаслідок існування різноманітних зв'язків у природних екосистемах види можуть впливати один на одного непрямо, наприклад, через розподіл ресурсів, або в результаті прямої боротьби.

## Типи взаємодій за ефектом
Між організмами в процесі їхнього існування можуть виникати різноманітні як внутрішньо-, так і міжвидові відносини.
Можливі такі види впливу одних організмів на інші:
- Позитивний (+) — один організм отримує користь за рахунок іншого.
- Негативний (−) — один організм зазнає шкоди від іншого організму.
- Нейтральний (0) — один організм не зазнає (ані позитивного, ані негативного) впливу від іншого організму.

Таким чином, можливі такі варіанти відносин між двома організмами за типом впливу їх один на одного:
| 0 | 0 | Нейтралізм — форма біотичних взаємовідносин, за яких співіснування двох видів на одній території не здійснює на них безпосереднього впливу та не має ні позитивних, ні негативних наслідків.                                                                              |
| + | + | Мутуалізм — тип співіснування різних видів, за якого вони взаємно дістають користь. |
| 0 | + | Коменсалізм — вид взаємодії між двома організмами, коли один з них отримує від другого їжу чи іншу користь, не зашкоджуючи йому, але й не надаючи ніяких переваг. |
| − | 0 | Аменсалізм — форма біотичних взаємовідносин між організмами, за яких один вид пригнічує життєдіяльність іншого, але при цьому не відчуває негативного або позитивного впливу у відповідь.                                                                                 |
| − | + | Паразитизм — вид взаємозв'язків між різними видами, за яких один із них (паразит) більш-менш тривалий час використовує іншого (хазяїна) як джерело живлення та середовище існування, частково чи повністю покладаючи на нього регуляцію своїх взаємовідносин з довкіллям. |
| − | + | Хижацтво — явище, за якого один організм живиться органами та тканинами іншого, при цьому не спостерігається симбіотичних взаємовідносин. |
| − | − | Конкуренція — обидві популяції негативно впливають одна на одну. |